# Genêts
Genêts település Franciaországban, Manche megyében. Lakosainak száma 453 fő (2022. január 1.). Genêts Dragey-Ronthon, Bacilly és Vains községekkel határos.

## Népesség
A település népességének változása:
| Lakosok száma | 501  | 481  | 439  | 416  | 419  | 440  | 435  | 447  | 453  | 453  |
|               | 1968 | 1990 | 1999 | 2011 | 2013 | 2016 | 2017 | 2019 | 2020 | 2022 |